# Montgomery (Teksas)
Montgomery je grad u američkoj saveznoj državi Teksas. Prema popisu stanovništva iz 2010. u njemu je živjelo 621 stanovnika.